# Ice Age: Dawn of the Dinosaurs (jogo eletrônico)
Ice Age: Dawn of the Dinosaurs é um jogo de plataforma baseado no filme de mesmo nome, desenvolvido pela Eurocom e publicado pela Activision. Foi lançado em 30 de junho de 2009 para Xbox 360, Wii, PlayStation 3 e PlayStation 2, Games for Windows e Nintendo DS. A demo foi disponibilizada na Xbox Live Marketplace em 15 de junho de 2009, assim como a demo de PC.

## Gameplay
O jogo permite que o jogador controle Manny, Sid, Diego, Scrat, Scratita e Buck enquanto eles lutam (ou fogem) de dinossauros perigosos, rolam ovos para segurança, perseguem uma noz e exploram cavernas e florestas.

## Elenco
- Ray Romano como Manny
- John Leguizamo como Sid
- Rick Pasqualone como Diego
- Queen Latifah como Ellie
- James Arnold Taylor como Crash, Tony Rápido and Vozes Adicionais
- Josh Peck como Eddie
- James Patrick Stuart como Buck
- Chris Wedge como Scrat
- Karen Disher como Scratita
- Keith Ferguson como Vozes Adicionais
- Nika Futterman como Vozes Adicionais
- Nolan North como Gazela e Vozes Adicionais
- Tara Strong como Vozes Adicionais